# Prime Time
Prime Time – polski film z 2021 w reżyserii Jakuba Piątka.
Premiera filmu miała miejsce na Sundance Film Festival 2021. Dnia 14 kwietnia 2021 film udostępniono w serwisie VOD Netflix.

## Fabuła
Wieczór sylwestrowy 1999 roku. Sebastian, młody mężczyzna (Bartosz Bielenia), wdziera się z bronią w ręku do studia telewizyjnego i bierze jako zakładników prezenterkę Mirę (Magdalena Popławska) oraz ochroniarza Grzegorza (Andrzej Kłak). Napastnik żąda wejścia na żywo na antenę w czasie najwyższej oglądalności, aby przekazać widzom ważną wiadomość. Przybyła na miejsce policja podejmuje z nim negocjacje.

## Obsada
- Bartosz Bielenia – Sebastian
- Magdalena Popławska – prezenterka Mira Kryle
- Andrzej Kłak – ochroniarz Grzegorz
- Małgorzata Hajewska-Krzysztofik – wydawca Laura Kołodziej
- Dobromir Dymecki – dowódca Krzysztof Jedynak
- Monika Frajczyk – negocjatorka Lena
- Cezary Kosiński – negocjator Piotr
- Adam Nawojczyk – Andrzej Kostecki, prezes zarządu telewizji
- Juliusz Chrząstowski – ojciec Sebastiana
- Pola Błasik – pogodynka Kasia Jaworska
- Michał Kaleta(inne języki) – szef antyterroystów
- Marek Kasprzyk – szef ochrony

## Film a rzeczywistość
Zdarzenie podobne do przedstawionego w filmie miało miejsce 21 września 2003 w siedzibie Telewizji Polskiej w Warszawie. Sprawca tego incydentu, Adrian M., opublikował przed premierą filmu w serwisie Netflix list otwarty, w którym oświadczył, że w 2018 r. reżyser zwrócił się do niego z propozycją współpracy przy filmie. Nie przyjął on propozycji, a ponadto nie wyraził zgody na przeniesienie swojej historii na ekran. Jakub Piątek stwierdził, że film nie jest rekonstrukcją jednego konkretnego zdarzenia, lecz oparty jest na różnych podobnych incydentach, jakie miały miejsce na całym świecie.